# Museum of Performance
Museum of Performance (dříve Theatre Museum) je národní muzeum divadelního umění nacházející se v ulici Russell Street v oblasti Covent Garden v Londýnském obvodu Westminster. Je pobočkou národního muzea aplikovaného umění Victoria and Albert Museum.

## Historie
Počátky muzea se datují do roku 1911 kdy sběratelka Gabrielle Enthovenová začala kampaň za založení Národního muzea divadelního umění. Victoria and Albert
Museum přijalo roku 1924 do své správy její sbírky a ona sama je rozšiřovala až do své smrti roku 1950. Roku 1971 Harry R. Beard věnoval muzeu svou sbírku více než 20 000 divadelních a operních textů a programů.
Theatre Museum bylo vyčleněno jako samostatná jednotka roku 1974 kdy byly sloučeny sbírky z muzea Victoria and Albert Museum, British Theatre Museum Association, které byly založeny roku 1957 a Friends of the Museum of Performing Arts – soukromá sbírka obsahující velké množství materiálu ruského baletu.
Nově vytvořené muzeum rozšiřovalo své sbírky pomocí darů, nákupu a odkazem dědictví. Mezi jinými to byl archív English Stage Company, sbírka návrhů Arts Council a British Council, Antony Hippisley Coxe Circus Collection a British Model Theatre and Puppet Guild Collection.
Roku 1987 bylo muzeum přestěhováno do budovy na Russell Street v Covent Garden.

## Současnost
Muzeum zobrazuje historii divadelního umění ve Velké Británii od 16. století do současnosti. Pokrývá všechny obory divadelnictví – drama, tanec, operu, muzikál, cirkus a loutkové divadlo. Muzeum má nejrozsáhlejší sbírky dokumentů a artefaktů z oboru divadelnictví na světě. V jeho sbírkách se také nacházejí kostýmy, návrhy, rukopisy, knihy, videonahrávky, včetně Národního video archívu divadelnictví, plakáty a obrazy.
Muzeum je financováno ze státních prostředků. Vstup do muzea je volný, bez poplatků.
Dopravní spojení metro - Covent Garden, železnice - Waterloo, Charing Cross